# Agnete Raaschou-Nielsen
Agnete Raaschou-Nielsen (18.december 1958) er en af de højst placerede kvinder i dansk erhvervsliv.

## Baggrund og uddannelse
Agnete Raaschou-Nielsen er uddannet lic.polit. fra Københavns Universitet.

## Karriere
Hun er tidligere administrerende direktør og nu medlem af bestyrelsen i flere danske virksomheder. Ligesom hun var medlem af produktivitetskommissionen.
I perioden fra 1990 til 2011 indtog hun ledende stillinger i Carlsberg A/S, Coca-Cola Tapperierne A/S, Zacco Denmark A/S og Aalborg Portland.
Bestyrelsesformand for Brdr. Hartmann, Arkil Holding, og Danske Invest, fhv. bestyrelsesformand Juristerne of Økonomernes Pensionskasse. Medlem af bestyrelsen i flere børsnoterede danske selskaber bl.a. Novozymes hvor hun er næstformand